# HAL Ajeet
HAL Ajeet (tiếng Phạn: अजित, nghĩa là phi thường) là một mẫu tiêm kích được Ấn Độ phát triển dựa trên mẫu máy bay Folland Gnat của Anh, do hãng Hindustan Aeronautics Limited của Ấn Độ chế tạo theo giấy phép.

## Biến thể
- Gnat Mk 2:
- Ajeet Mk 1:
- Ajeet Mk 2 Huấn luyện:

## Quốc gia sử dụng
Ấn Độ
- Không quân Ấn Độ

## Tính năng kỹ chiến thuật (HAL Ajeet)
Dữ liệu lấy từ Jane's All The World's Aircraft 1982-83 
Đặc điểm tổng quát
- Tổ lái: 1
- Chiều dài: 9,04 m (29 ft 8 in)
- Sải cánh: 6,73 m (22 ft 1 in)
- Chiều cao: 2,46 m (8 ft 1 in)
- Diện tích cánh: 12,69 m² (136,6 ft²)
- Tỉ số mặt cắt: 3,56
- Trọng lượng rỗng: 2.307 kg (5.086 lb)
- Trọng lượng có tải: 3.539 kg (7.803 lb)
- Trọng lượng cất cánh tối đa: 4.173 kg (9.200 lb)
- Động cơ: 1 × TJE HAL/Bristol Siddeley Orpheus 701-01 , 20 kN (4.500 lbf)

 Hiệu suất bay 
- Vận tốc cực đại: 1.152 km/h (622 knot, 716 mph) trên mực nước biển
- Bán kính chiến đấu: 172 km (93 hải lý, 107 mi)
- Trần bay: 45.000 ft (13.720 m)
- Tải trên cánh: lb/ft² (kg/m²)
- Lên độ cao 12.000 m (39.375 ft): 6 phút 2 giây

Trang bị vũ khí

- Súng: 2× pháo ADEN 30 mm
- Bom: 1985 lb (900 kg)